# George Szilaghi
George Szilaghi (n. 19 ianuarie 1887,  Silvaș – d. 29 ianuarie 1960, Silvaș ) a fost un deputat în Marea Adunare Națională de la Alba Iulia, organismul legislativ reprezentativ al „tuturor românilor din Transilvania, Banat și Țara Ungurească”, cel care a adoptat hotărârea privind Unirea Transilvaniei cu România, la 1 decembrie 1918.:p. 276

## Biografie
George Szilaghi s-a născut în localitatea Silvaș, la data de 19 ianuarie 1887. Emigrează în  America, iar în 1914 se întoarce în țară, unde participă la război în armata austro-ungară. A decedat în anul 1960 la data de 29 ianuarie.:p. 276

## Activitate politică
A fost delegat al cercului electoral Tășnad la Marea Adunare Națională de la Alba Iulia din 18 noiembrie/ 1 decembrie 1918.